# S Persei
S Persei è una stella supergigante rossa situata nella costellazione di Perseo, a nord dell'ammasso NGC 869. Si tratta di una variabile semiregolare, la sua magnitudine varia da 7,9 a 12,8 in un periodo di circa 822 giorni
S Persei è una stella molto luminosa e con un raggio enorme; la stima del suo raggio va infatti da 780 a 1230 volte quello solare, mentre la sua magnitudine assoluta è -6,36 in luce visibile, mentre se si considera anche la radiazione infrarossa che una stella così fredda emette, la magnitudine assoluta è di -8,53.